# Lijst van afleveringen van Stargate Atlantis
De Lijst van afleveringen van Stargate Atlantis bevat alle afleveringen van de Amerikaanse televisieserie Stargate Atlantis. Er zijn vijf seizoenen uitgezonden.

## Seizoen 1
1. Rising - Atlantis wordt gevonden en er wordt een groep mensen naartoe gestuurd in de hoop meer te leren over de Ancient Technologie en levende Ancient te ontmoeten. Enkele miljoenen jaren geleden: 2 Ancients (Ouden) ontmoeten elkaar, een van hen is Ayiana. Zij kwam eerder voor in Stargate SG1 in seizoen 6 episode Frozen. De ander loopt weg en de stad Atlantis stijgt op van Antarctica (Zuidpool) terwijl alleen een klein gebouw met Ayiana achterblijft. In het heden: Dr. Elizabeth Weir leidt de mensen die research doen in de Antarctica outpost. Ze praat met Dr. Rodney McKay over de Ancient controlestoel en dat Dr. Carson Beckett er niet in wil zitten. Dr. Daniel Jackson roept hen en vertelt hun dat ze het Stargate-adres voor Atlantis hebben gevonden. Het adres heeft 8 symbolen in plaats van 7. Dat betekent dat Atlantis in een ander sterrenstelsel is. Ondertussen vliegt Generaal Jack O’Neill naar de outpost in een helikopter die bestuurd wordt door Majoor John Sheppard. In de basis wordt Beckett ondanks zijn protesten gedwongen om in de stoel te zitten. Hij activeert de stoel maar ook het Drone Wapen (Drone Weapon). De Drone vliegt naar de oppervlakte, recht op de helikopter van O’Neill af. Sheppard kan de Drone ontwijken totdat Beckett de Drone uitschakelt. Even later komen O’Neill en Sheppard de basis binnen en O’Neill praat met Jackson, Weir en McKay over Atlantis. Ze hebben ontdekt dat het adres hen naar de Pegasus galaxy leidt en dat ze een ZPM (Zero Point Module) nodig hebben om er te komen. Ondertussen kijkt Sheppard rond en praat met Beckett over de controlestoel en de Ancient Technology Activation gene (ATA gen), een speciaal gen waardoor sommige mensen controle hebben over Ancient technologie. Sheppard gaat in de stoel zitten en activeert de stoel met gemak. Later vertelt Weir aan O’Neill dat ze Sheppard bij haar missie naar Atlantis wil omdat hij het gen heeft. O’Neill praat met Sheppard en vertelt hem dat hij het moet doen. Sheppard doet het uiteindelijk en Weir is daar erg blij om. Kolonel Sumner is niet zo gelukkig als Weir. Sumner is de militaire baas op de expeditie en hij vindt dat Sheppard niet mee zou moeten gaan naar Atlantis. Sumner maakt Sheppard van het begin al duidelijk dat als het aan hem lag Sheppard niet mee zou gaan.
2. Rising, Part 2 - Dr. Weir en haar team komen in Atlantis. Ze ontmoeten een nieuwe vijand.
3. Hide and Seek - Hallings zoon Jinto is vermist geraakt toen hij met zijn vriendje verstoppertje aan het spelen was. Heel Atlantis is naar hem op zoek, maar zonder resultaat. Ondertussen wordt er door diverse Athosiers een vreemde schaduw gezien. McKay heeft zo zijn eigen problemen: hij draagt een apparaatje van de Ouden dat hem onkwetsbaar maakt, maar krijgt het niet meer af. Zolang hij het opheeft kan hij niet eten of drinken. Inmiddels onderzoekt Sheppard de kamer waar Jinto voor het laatst is gezien. Het blijkt geen opbergruimte te zijn, maar een lift/transporter. Jinto is zo in een andere kamer terechtgekomen. Hij biecht op dat hij aan de apparatuur daar heeft gezeten. Hierbij heeft hij per ongeluk de schaduw laten ontsnappen. Het is een wezen dat zich voedt met energie. Als het de generatoren te pakken krijgt is straks geen stroom meer. Het wezen is ook gevaarlijk voor mensen: Lt. Ford had brandwonden nadat hij ermee in aanraking kwam. Pogingen om de schaduw te vangen mislukken, totdat Teyla suggereert dat het wezen misschien wel weg wil uit Atlantis. Het team probeert de schaduw door de Stargate te lokken, met een generator op een wagen. Het wezen krijgt de generator echter te pakken voordat het door de Stargate heen is. McKay zet zich over zijn angst heen en stapt, beschermd door zijn Ouden-schild, midden in de schaduw. Hij pakt de generator en gooit het door de Stargate. De schaduw volgt en keert niet terug.
4. Thirty Eight Minutes - De puddle jumper komt vast te zitten in de stargate doordat de motoren niet goed ingeklapt waren. Het voorste gedeelte, met daarin twee man, is wel door de gate gegaan, het achterste niet. In het achtereind bevinden zich Teyla, McKay, Ford en Sheppard. De crew heeft 38 minuten om het probleem op te lossen. Anders sluit de stargate en verdwijnen de mannen voorin in het niets. De anderen achterin zullen dan ook sterven omdat het ruimteschip niet mee afgesloten kan worden. Er is ook nog een ander probleem: een groot alien-insect heeft zich aan Sheppard vastgeklemd en bijt in zijn nek. Sheppard krijgt last van verlammingsverschijnselen en alles wat ze doen om het beest te verwijderen bezorgt hem afschuwelijke pijn. Uiteindelijk besluit de groep Shepperd een dodelijke elektrische schok te geven zodat het insect zal denken dat zijn prooi dood is. Het beest laat inderdaad los. Het lukt echter niet meteen om Sheppards hart weer aan de gang te krijgen. McKay heeft met de hulp van dr. Zelenka echter een manier gevonden om de motoren in te klappen. Nu is het laatste probleem dat het schip geen vaart meer heeft. Ford stuurt McKay naar het voorste gedeelte van het ruimteschip, waar Teyla Sheppard al naartoe heeft gesleept. Ford opent het achterluik en zo krijgt het schip genoeg vaart om door de gate te gaan. Hij weet zich vast te houden zodat hij niet naar buiten gezogen wordt; dit gebeurt echter wel met het alien-insect. Aan de andere kant van de stargate staat het medische team klaar en Sheppard wordt weer tot leven gewekt.
5. Suspicion - Telkens wanneer majoor Sheppard met een team door de Stargate gaat, worden ze opgewacht door de Wraith. Dit gebeurt zo vaak dat het geen toeval meer kan zijn; iemand waarschuwt ze. Is er een spion in Atlantis? De verdenking valt op de Athosiërs. Dr Weir begint hen een voor een te ondervragen. Dit leidt tot woede onder de Athosiërs en zij besluiten naar het vasteland van de planeet te vertrekken. Maar opnieuw wordt het team op een missie door de Wraith aangevallen. Nu krijgt Teyla de schuld, als enige Athosiër die nog in Atlantis is. Sheppard is verontwaardigd. McKay doorzoekt met tegenzin Teyla's spullen, en ontdekt het probleem. Een ketting die Sheppard en Teyla vonden in een ruïne op haar thuisplaneet is de boosdoener. Haar vader had Teyla die ketting gegeven toen ze nog een kind was. Later was ze hem kwijtgeraakt. Het onschuldig lijkende kettinkje blijkt echter een zender te zijn. Dr. Weir verontschuldigt zich. De Athosiërs blijven op het vasteland, waar ze een dorp aan het bouwen zijn.
6. Childhood's End - Het verkenningsteam bezoekt een planeet waar niemand ouder is dan 24 jaar. De bevolking gelooft dat de Wraith niet geïnteresseerd zijn in jongeren en kinderen. Zodra de stamoudste 25 wordt, moet hij/zij zelfmoord plegen. Het team heeft al vrij snel door dat een schild, aangedreven door een ZPM, de echte bescherming tegen de Wraith is. Het valt echter niet mee om de jongeren hiervan te overtuigen. McKay neemt de ZPM mee naar Atlantis voor onderzoek en laat de planeet zo onbeschermd achter. Hij ontdekt dat de ZPM voor Atlantis niet sterk genoeg is, en besluit het terug naar de planeet te brengen. Ook ontdekt hij waarom de voorvaderen van de planeetbewoners de regel instelden dat je niet ouder dan 24 mocht worden. Het schild beschermt slechts een klein deel van de planeet. Als de bevolking te veel zou toenemen, komen de stamleden buiten het beschermde gebied te wonen. Het lukt het team de ZPM net op tijd weer te installeren. Een Wraith sonde wordt uit de lucht geschoten. De stamoudste gelooft hun verhaal en besluit het zelfmoord-gebruik af te schaffen.
7. Poisoning the Well - Het team komt op een planeet waar men bezig is een vaccin tegen de Wraith te ontwikkelen. Als ze daarin slagen, zullen mensen die worden aangevallen door de Wraith niet meer eetbaar voor hen zijn. Dr Becket werkt voor dit project nauw samen met een vrouwelijke wetenschapper en raakt op haar gesteld. Het lukt ze een vaccin te ontwikkelen en ze testen dit op een Wraith die gevangen zit in Atlantis. Een terminaal zieke man gaat vrijwillig naar hem toe. De Wraith probeert zich te voeden maar dit lukt niet. Het vaccin lijkt een succes. Na een paar dagen overlijdt de Wraith. Het vaccin blijkt ook een vergif te zijn. De bewoners van de planeet willen het nieuwe wapen meteen inzetten. Naar waarschuwingen van dr. Becket en de anderen wordt niet geluisterd. Sheppard voorspelt dat zodra de Wraith het wapen ontdekken, ze de hele planeet zullen uitroeien. Dan overlijdt de ongeneeslijk zieke man. Hij blijkt door het vaccin te zijn gestorven. Van alle mensen die zijn ingeënt, sterft de helft. De leiders van de planeet gaan echter door met de distributie: ze vinden het wapen het offer waard. Ook de wetenschapster waar dr. Becket mee samenwerkte, overlijdt. Gedesillusioneerd gaat het team weer naar huis. Sheppard zegt bij vertrek dat hij niet verwacht een van de planeetbewoners ooit nog terug te zien. De Wraith zullen niets van hen overlaten.
8. Underground - Teyla neemt de rest mee voor een bezoek aan de planeet van de Genii, in de hoop voedsel te kunnen kopen. De simpele boeren blijken echter een geheime militaire basis onder de grond te hebben. McKay en Sheppard ontdekken deze. De Genii zijn boos dat hun geheim ontdekt is en woedend als ze horen dat het Stargate-team per ongeluk de Wraith uit hun slaap heeft gewekt. De Genii werken aan een atoombom, maar komen nu tijd te kort om die klaar te krijgen voor de Wraith weer komen. Met tegenzin besluiten ze met de mensen samen te werken. Dr. Weir en Sheppard blijven echter voorzichtig; ze vertrouwen de leugenachtige Genii niet. Dit vermoeden blijkt juist: na een missie naar een Wraith ruimteschip waarbij informatie is buitgemaakt, proberen de Genii onder meer de puddle jumper te stelen. Sheppard heeft echter twee puddle jumpers achter de hand gehouden. De onzichtbare ruimteschepen laten zich zien en de Genii laten het team vertrekken. Van een bondgenootschap is nu geen sprake meer.
9. Home - Het team ontdekt op een mysterieuze planeet een Stargate die hen terug naar de aarde kan brengen. De planeet schijnt onbewoond te zijn, er staan grote blokken steen en het is er erg mistig. Het doet aan Stonehenge denken. Het team legt contact met de aarde en krijgt te horen dat ze binnen een maand terug zullen kunnen keren naar Atlantis. Men is namelijk bezig technologie te ontwikkelen die dit mogelijk maakt. Dr. Weir besluit door de Stargate te gaan. Ze ziet thuis haar vriend Simon weer maar heeft het gevoel dat er iets niet klopt. Stargate Command vertelt haar dat ze niet terug zal gaan naar Atlantis, omdat het leger de zaak daar overneemt. McKay is ook naar huis gegaan, en krijgt te horen dat ze toch niet terug kunnen naar huis omdat er een ongeluk is gebeurd tijdens het onderzoek. Hij merkt dat de onderzoekers totaal geen verstand van hun werk hebben. Sheppard en Teyla hebben een feestje bij Sheppard thuis, maar het wordt vreemd als al jaren overleden vrienden hem komen opzoeken. Ford ten slotte wordt overgeplaatst naar Antarctica, het laatste waar hij zin in heeft. Dr. Weir is verbaasd te ontdekken dat McKay ook op aarde is; zij was toch de enige die terug was gegaan? Het blijkt dat aliens van de mysterieuze planeet hen allemaal illusies voorhouden. De mysterieuze mist was in wezen een levensvorm. Telkens als de Stargate geactiveerd wordt, sterven vele van deze wezens. Om zichzelf te beschermen plaatsen ze het team in de illusionaire wereld. Het team weet de aliens ervan te overtuigen dat ze geen kwade bedoelingen hebben en dat ze meteen zullen vertrekken. Spijtig laten ze de enige mogelijkheid om thuis te komen achter.
10. The Storm - Een superstorm is onderweg naar Atlantis. McKay moet een manier vinden om het schild te activeren. Met een monsterlijke en allesvernietigende storm in het vooruitzicht die slechts eenmaal per 20 of 30 jaar voorkomt, probeert Sheppard een veilig onderkomen voor de Atlantians te vinden op Manara. Ondertussen bedenken McKay en Zalenka een plan om de elektriciteit die de storm voortbrengt te gebruiken om het beschermende krachtveld rond Atlantis weer te activeren. Maar Teyla, Ford en Beckett komen vast te zitten op het vasteland van Athosia.
11. The Eye - Atlantis is geëvacueerd en de Genii hebben het veroverd. John krijgt hulp van Teyla, luitenant Aiden en Dr. Carson, die nog op het vasteland waren. Samen kunnen ze de helft van de Genii in Atlantis uitschakelen en John kan verijdelen dat de Genii nog versterking krijgen via de stargate. De eerste poging om het schild te starten mislukt en Dr. Weir kan de Genii overtuigen om te vluchten door de stargate. John kan Elizabeth bevrijden voor ze meegenomen wordt met de Genii. Rodney onderneemt op tijd een tweede poging om het schild te starten. Het schild start deze keer en splijt de enorme vloedgolf in twee.
12. The Defiant One - Bij een onderzoek naar een Ancient satelliet stort Sheppard neer op een planeet waar een Wraith rondstruint. John, Dr. Rodney, Dr. Gall en Brendan zijn bij een satelliet aan de rand van het zonnestelsel. Daar ontvangen ze een noodsignaal van een Wraithschip dat 10.000 jaar geleden op de planeet in de buurt van de satelliet neerstortte. Er is echter nog een Wraith in het schip die Dr. Gall en Brendan aanvalt. Hierbij achterhaalt de Wraith de locatie van de Jumper en probeert deze te stelen. John moet de Wraith beletten dit te doen.
13. Hot Zone - Een nanovirus is losgebroken en doodt iedereen die eraan wordt blootgesteld. McKay komt met een team in een deel van de stad dat overstroomd is geweest en nog niet onderzocht is. Als ze terug willen keren blijken er twee mensen te zijn verdwenen. Ze worden ergens in een gang aangetroffen. De een is dood en de ander krijgt kort daarna een aanval en is ook dood. Dan zet Atlantis zichzelf in quarantaine. Niemand kan zich meer onbeschermd door de stad bewegen totdat de oorzaak van de besmetting bekend is. Als men uiteindelijk weet wat de besmetting veroorzaakt en hoe het uit te schakelen moet dat nog wel verwezenlijkt worden en wel door een EMP. Sheppard oppert om de naquadagenerator in de ruimte op te blazen, maar dat is niet zonder gevaar.
14. Sanctuary - Rond de planeet Proculis wordt de Jumper aangevallen door de Wraith. Maar een of ander energiewapen van de planeet vernietigt de Wraith en laat de Jumper ongemoeid. Als de Jumper landt worden ze opgevangen door een wat primitief volk. Ze worden naar Chaya gebracht, de hogepriesteres van Athar. Athar zou voor de planeet zorgen. Sheppard vraagt of ze kunnen onderhandelen over het plaatsen van mensen van Atlantis om hen te beschermen tegen de Wraith. Volgens Athar kan dat niet. Sheppard is erg geïntrigeerd door de mooie Chaya en vraagt haar mee naar Atlantis. McKay is erg voorzichtig en gelooft niet dat ze zegt wie ze is en hij blijkt gelijk te hebben.
15. Before I Sleep - In een afgelegen plek in Atlantis wordt een vrouw gevonden. Ze staat in een stasecel en is waarschijnlijk 10.000 jaar oud. Men moet haar wel bij brengen want ze is misschien een van de Ouden en ze kan een hoop informatie geven. Maar als ze eenmaal wakker is, blijkt ze erg zwak. Ze vertelt dat ze Elizabeth Weir is en vertelt met tussenpozen haar verhaal. Hoe ze via tijdreizen 10.000 jaar in het verleden kwam en hoe zij en ene Janus er toe kwamen om haar op Atlantis te laten blijven, om Atlantis een tweede kans te geven, terwijl de Ouden teruggingen naar de aarde. Dr. Weir heeft uit het verleden 5 Gate-adressen meegenomen waar ZPM’s zouden moeten liggen. Een 3e kans voor Atlantis
16. The Brotherhood - Het Atlantis-team is op een planeet die de "oude" Dr. Weir had opgeschreven. Uit oude geschriften en tekeningen blijkt dat er hier een ZPM geweest moet zijn. Een speciaal Broederschap heeft deze verborgen voor het geval de Ouden terug zouden komen om het te halen voor Atlantis. Het team komt van Atlantis en de bevolking wil dus wel helpen. Ze vinden een aantal belangrijke stenen en een verborgen kamer. Echter, daar worden ze opgesloten door Kolya van de Genii. Iemand van de lokale bevolking had hen verraden en Kolya is uit op de ZPM en zint op wraak. McKay moet de laatste sleutel vinden om hen allen weer levend terug te krijgen naar Atlantis. Atlantis is ondertussen in rep en roer als een Wraith verkenningsschip hen scant en data verstuurt naar drie Hive-schepen er aankomen.
17. Letters from Pegasus - Met de Wraith in aantocht doet McKay een voorstel om SGC te laten weten hoe ze ervoor staan. Ondanks dat ze niet terug kunnen door de Stargate, kan de Gate 1,3 seconde open blijven om data te versturen. Dit worden rapporten over de missies, maar ook mag ieder expeditie lid iets tegen een familielid zeggen. Terwijl Ford bezig is met deze opnames gaan Teyla en Sheppard kijken hoe groot de invasie van de Wraith worden en die wordt groot, zeer groot.
18. The Gift - Teyla blijkt een bijzondere gave te bezitten. Ze heeft steeds vaker last van nachtmerries over de Wraith. In eentje is ze er zelfs een. Als ze teruggaat naar haar mensen om hen te vertellen dat ze geëvacueerd moeten worden, hoort ze van een van de ouderen een verzwegen verhaal. Dat vertelt dat voorvaderen van Teyla naar een bepaalde planeet gebracht zijn, waar experimenten met hen gedaan zijn en dat ze later terug naar hun huizen zijn gebracht. Bij onderzoek op die planeet wordt er een geheime grot gevonden met een datachip. Hieruit blijkt dat Teyla Wraith DNA heeft. Hiermee zou ze telepathisch contact kunnen leggen met de Wraith. Dat moet dus uitgeprobeerd worden om te kijken of er een tactisch voordeel uitgehaald kan worden.
19. The Siege, Part 1 - De Wraith zijn bij Atlantis en beginnen het beleg. McKay komt op het idee om de kapotte satelliet van de Ouden te repareren. Deze kan de drie Wraith schepen die in aantocht zijn vernietigen. Hij gaat met twee anderen daarheen om de satelliet werkend te krijgen. Ondertussen wordt Bates in elkaar geslagen. Eerst denkt men dat Teyla het is geweest omdat hij haar beschuldigd had van verraad, maar er blijkt al twee weken een Wraith op Atlantis te zijn. Sheppard wil alle nodige informatie uit de man halen, maar dat lukt niet echt.
20. The Siege, Part 2 - Atlantis heeft hulp gekregen van SGC en de Deadalus die een ZPM bij zich hebben. Atlantis zal door de Wraith worden verslagen en in hun handen vallen, iets wat nooit mag gebeuren. Dr. Weir ziet geen andere mogelijkheid dan evacueren. De zelfvernietiging is ingeschakeld als de Stargate actief wordt. Er komen mensen van SGC binnen. Met veel veel wapens en munitie. Ze hebben zelfs een plan, wat inhoudt dat ze vier dagen moeten proberen de Wraith op afstand te houden, want dan moet het ruimteschip de Deadelus van de Aarde bij Atlantis aankomen en wel met een ZPM! Na een eerste aanval zijn er vele Wraith in de stad achtergebleven en de tweede golf komt eraan. Ondertussen onderhandelt Dr. Weir met de Genii voor hun atoombommen terwijl McKay de jumpers klaar maakt om op afstand bediend te worden en met de bommen naar de Wraith schepen gestuurd te worden. Maar dit systeem weigert en Sheppard vliegt met de jumper naar de schepen.

## Seizoen 2
1. The Siege, Part 3 - Nadat de 3 Hiveships zijn vernietigd, ontdekt dr. Zeleka een nieuwe vloot die onderweg is naar Atlantis. Het snelle herstel van Lt. Aiden Ford na de aanvaring met een Wraith baart Dr. Beckett zorgen. Ford kan namelijk weleens geïnfecteerd zijn met een Wraith enzym. Ondertussen heeft het team weinig tijd om weer op krachten te komen nadat ze de eerste aanval van de Wraith op Atlantis hebben overleefd. De Wraith plannen immers alweer een nieuwe aanvalsgolf. McKay bedenkt een drastisch plan, maar veel tijd is er niet meer.
2. Intruder- Onderweg vanaf de Aarde (de Daedalus is met een deel van de hoofdcrew naar de aarde gegaan), heeft de Deadalus te kampen met een Wraith computer virus. Een Wraith Artificial Intelligence heeft de computers aan boord van de Daedalus geïnfecteerd. De A.I. neemt het schip over en zet koers naar Wraith gebied. Dr. Rodney McKay moet het computervirus elimineren voor het erin slaagt Wraith gebied te bereiken.
3. Runner - Lt. kolonel John Sheppard en zijn team zijn nog steeds op zoek naar Lt. Aiden Ford om hem terug te brengen naar Atlantis en hem van zijn verslaving af te helpen. In plaats daarvan wordt het team van Lt. Kolonel John Sheppard gevangengenomen door een man die al jaren achterna gezeten wordt door de Wraith.
4. Duet - Dr. McKay en Cadman worden door een Culling Beam een Wraith Darth ingestraald. Het lukt het team om de Darth neer te schieten, maar Dr. McKay en Cadman zitten nog steeds vast in de transporter. Als Dr. Zelenka Dr. McKay uit de transporter haalt, blijkt hij ook een stukje van Cadman meegenomen te hebben.
5. Condemned - Lt. Kolonel John Sheppard en zijn team vinden een wereld waarin mensen leven die wel technologisch geavanceerd zijn. De teamleden vinden het vreemd dat deze mensen ogenschijnlijk met rust gelaten worden door de Wraith, maar ze beginnen toch onderhandelingen om technologie en voedsel te kunnen ruilen.
6. Trinity - Het team van luitenant-kolonel John Sheppard stuit op een bijna vernietigde wereld met een Ancient wapen. Dr. Rodney McKay weet zeker dat hij het wapen weer aan de gang kan krijgen met de aanwijzingen die de Ancients achter hebben gelaten. Dr. Zelenka vindt het vreemd dat er niets over deze Ancient buitenpost te vinden is in de Atlantis database.
7. Instinct - Het Atlantis expeditieteam stuit op een jonge Wraith die bij een man leeft die haar voor de dorpelingen beschermt en opvoedt. De vrouwelijke Wraith lijkt helemaal aangepast aan het menselijke leven en hoeft zich volgens de man niet te voeden met mensen, omdat hij een speciale kruidendrank ontdekt heeft die de honger bij de Wraith wegneemt.
8. Conversion - Sheppard ondergaat een merkwaardige transformatie nadat hij is geïnfecteerd met de anti-wraith drug waar Dr. Beckett aan werkt.
9. Aurora - Het team van Sheppard stuit op een Ancient schip met nog levende, maar in stasis verblijvende Ancients. Sheppards gaat hun virtuele wereld binnen en merkt dat niet iedereen is wie ze zeggen te zijn.
10. The Lost Boys - Het expeditieteam van Lt. kolonel Sheppard wordt gevangengenomen door Lt. Aiden Ford en zijn nieuwe team van jonge mannen die verslaafd zijn aan het Wraith enzym. Lt. Aiden Ford wil de hulp inroepen van zijn oude team om een aanval te plegen op een Hive schip.
11. The Hive - Sheppard en zijn team zijn gevangengenomen door de Wraith na de aanval op het hive schip. McKay doet zijn best om zijn teamleden te bevrijden.
12. Epiphany - Sheppard bevindt zich op een planeet waar de tijd sneller voorbij gaat. Hij kan geen contact meer krijgen met zijn andere teamleden en Atlantis.
13. Critical Mass - Een spion van de Trust plaatst een bom op Atlantis. De spion en de bom moeten gevonden en uitgeschakeld worden voordat de Wraith terugkomen en Atlantis ontdekken.
14. Grace Under Pressure - McKay komt onder water vast te zitten in een Puddle Jumper. Zijn enige kans om te overleven is een hallucinatie van kolonel Samantha Carter.
15. The Tower - Het team vindt een Ancient verdedigingsmechanisme op een planeet. Sheppard wordt als pion gebruikt door de diverse troonopvolgers van de planeet.
16. The Long Goodbye - Het team vindt twee menselijke lichamen die al lang in stasis zijn. Het bewustzijn van de twee gevonden lichamen nemen de lichamen van Sheppard en Weir over en gaan verder met de ruzie die ze hadden voor ze in stasis werden geplaatst.
17. Coup D'Etat - Een van de teams van Atlantis verdwijnt plotseling. Als het team van Sheppard op onderzoek uit gaat, komen ze terecht in een Genii coupe.
18. Michael - Een jonge luitenant met geheugenverlies heeft verschrikkelijke nachtmerries dat hij een Wraith is. Maar de ontdekking die later gedaan wordt is nog veel schokkender.
19. Inferno - Het Atlantis team vindt een samenleving die op het punt staat vernietigd te worden door een supervulkaan. Het team raakt vast op de planeet wanneer de stargate vernietigd wordt gedurende de evacuatie.
20. Allies - Michael en zijn Wraith-fractie arriveren op Atlantis om een alliantie voor te stellen. Ze hopen dat het retrovirus van dr. Beckett de voor hen vijandelijke Wraith kan omvormen tot prooi.

## Seizoen 3
1. No Man's land - Het team probeert wanhopig te voorkomen dat twee Wraith hive-schepen de Aarde bereiken en Sheppard is gedwongen om op een oude vijand te vertrouwen om zijn mensen McKay en Ronon te redden.
2. Misbegotten - Het team van Atlantis moet het lot van een in mensen veranderde Wraith kolonie bepalen. Dr. Weir moet haar leiderschap van Atlantis verdedigen wanneer zij wordt geëvalueerd door de I.O.A. (International Oversight Advisory).
3. Irresistible - Sheppard en zijn team ontmoeten een irritante man die wordt aanbeden door iedereen dankzij een geheim dat hij bij zich draagt. Deze man heeft een onverwacht effect op hen.
4. Sateda - Ronon Dex is gevangengenomen door de Wraith en teruggebracht naar zijn thuiswereld, waar hij wordt achtervolgd door zijn verleden, terwijl hij weer wordt gedwongen om hun prooi te worden.
5. Progeny - Dr. Weir en het team bezoeken een geavanceerdere beschaving die duizenden jaren geleden afgesplitst is van de Lanteans. Het team ontdekt al spoedig dat deze beschaving ooit Atlantis niet op een vreedzame wijze heeft verlaten.
6. The Real World - Elizabeth Weir wordt wakker in een instelling, waar men haar vertelt dat de expeditie naar Atlantis en de Stargate alleen in haar verbeelding bestaan.
7. Common Ground - Sheppard is de gevangene van een Genii commandant, samen met een Wraith die afgescheiden is van zijn Hive.
8. McKay and Mrs. Miller - McKay wordt terug op Aarde herenigd met zijn zus, die een briljante carrière als wetenschapper heeft opgegeven om een gezin groot te brengen.
9. Phantoms - Als Sheppard en Ronon bezig zijn met de missie om een vermist team te redden, worden hun gedachten gemanipuleerd door een Wraith apparaat.
10. The Return, Part 1 - De Atlantis expeditie is stomverbaasd als zij ontdekken dat een ruimteschip vol met Ancients onderweg is naar Atlantis om hun verloren stad terug te eisen.
11. The Return, Part 2 - Het team van Atlantis moet Generaal O'Neill en Richard Woolsey redden wanneer zij gevangen worden genomen door de Asurans.
12. Echoes - De Atlantis expeditie begint geesten te zien. De geesten worden veroorzaakt door vissen, die op walvissen lijken. Naarmate de walvissen steeds dichter bij komen worden de hallucinaties steeds erger. McKay ontdekt dat de Ancients de walvissen hun taal leerden. Misschien proberen de walvissen hen nu te waarschuwen.
13. Irresponsible - Een man, genaamd Lucius Lavin, doet zich voor als een held op een planeet. Hij blijkt in bezit te zijn van een Personal Shield Emitter die gebouwd is door de Ancients. Hij trekt de aandacht van de Atlantis-expeditie, maar ook van Acastus Kolya.
14. Tao of Rodney - McKay krijgt een ongeluk met een apparaat dat zijn DNA heeft veranderd. Hij krijgt bovenmenselijke krachten en wordt steeds briljanter. McKay vindt het in eerste instantie geweldig, maar door de snelle evolutie van McKay kan zijn lichaam het niet aan. De enige manier om te overleven is om op te stijgen en zo te leven bij de Ancients.
15. The Game - Majoor Lornes team ontdekt een planeet die hetzelfde is als de beschrijving van Sheppard en McKays spel. Het blijkt dat het geen spel is, maar een sociaal experiment van de Ancients. De planeet staat nu op het punt van oorlog, door toedoen van Sheppard en McKay.
16. The Ark - Sheppard en zijn team ontdekken een ruimtestation van een volk dat vluchtte voor de Wraith. Het volk bouwde het ruimtestation om de laatste van hun volk te redden, maar als een zelfmoordaanslag het station ernstig beschadigt, komen niet alleen Sheppard en zijn team in levensgevaar, maar ook de laatst levende mensen van een planeet.
17. Sunday - De Atlantis expeditie probeert te relaxen tijdens een vrije dag, totdat er plotseling een bom explodeert. Drie mensen worden gedood en er blijkt nog een wetenschapper rond te lopen met nog een bom. In de poging om de bom te ontmantelen vindt helaas een belangrijk gezicht van de Atlantis expeditie de dood.
18. Submersion - De Atlantis expeditie ontdekt een energieplatform op de bodem van de oceaan, dat misschien net zoveel energie kan leveren als een ZPM. Als Sheppard en zijn team het platform willen opstarten krijgen ze echter een onverwachts bezoek van een Wraithkoningin die er al duizend jaar lang blijkt te leven.
19. Vengeance - Michael heeft geëxperimenteerd met de Iratus-bug en heeft geprobeerd een monster te scheppen nog verschrikkelijker dan de Wraith. Het team van Sheppard ontdekt een van zijn laboratoriums en probeert hem te stoppen.
20. First Strike - SGC besluit om vanaf Atlantis een aanval op de replicators te lanceren. Aarde begint een aanval tegen de thuisplaneet van de Asurans wanneer men ontdekt dat de Replicators een vloot van ruimteschepen aan het bouwen zijn.

## Seizoen 4
1. Adrift - Na ontsnapt te zijn van de Asurans wapensatelliet, strandt Atlantis in de ruimte met nog maar 24 uur voordat het schild het begeeft. Als blijkt dat de Asurans Atlantis hebben achtervolgd, is de toekomst van Atlantis nog onzekerder geworden.
2. Lifeline - Het Atlantis-team komt op een idee om een ZPM van de asurans te stelen.
3. Reunion - Als Sheppards team op oude kameraden van Ronon stuit, begint Ronon te twijfelen of hij moet blijven bij de Atlantis expeditie.
4. Doppelganger - Atlantis wordt geteisterd door een wezen dat op angst en slechte herinneringen leeft.
5. Travelers - Sheppard wordt gevangengenomen door mensen genaamd The Travelers. Deze mensen leven al generaties op een schip in de ruimte om de Wraith te kunnen ontlopen. Als ze ontdekken dat Sheppard het ATA-gen heeft, willen ze dat hij hun oorlogsschip, gebouwd door de Ancients, activeert.
6. Tabula Rasa - Een vreselijke ziekte treft de Atlantis expeditie, waardoor de meeste teamleden hun geheugen verliezen.
7. Missing - De athosiërs worden vermist
8. The Seer - Sheppards team ontmoet Davos, een man die in de toekomst kan kijken. Hij zegt dat Hive Ships eraan komen, McKay vindt dit een mogelijkheid, sinds hij de Asurans en de Wraith tegen elkaar hadden opgezet.
9. Miller's Crossing - Jeannie Miller wordt gekidnapt door Henry Wallace. Hij zegt dat alleen Jeannie en McKay zijn dochter kunnen redden door nanotechnologie te gebruiken. Samen moeten ze voorkomen dat zijn dochter sterft.
10. This Mortal Coil - wanneer een beschadigde drone neerstort in Atlantis vermoeden ze dat de Asurans hen misschien op het spoor zijn. Het team van Sheppard denkt echter dat er meer aan de hand is. Het wordt nog vreemder als Elizabeth Weir opduikt.
11. Be All My Sins Remember'd - De Atlantis expeditie heeft een Wraith, Todd, nodig om tegen een gemeenschappelijke vijand te vechten. Met zijn hulp, kunnen ze een vloot van Hive Ships bijeen halen om de vijand te verslaan, maar helaas komen er te weinig Hive Ships en kan de expeditie misschien een oorlog beginnen, die ze niet kunnen winnen.
12. Spoils of War - Sheppards team pikt een signaal op van Todd ze besluiten om de Hive Ship te bezoeken en komen erachter dat het verlaten is. Teyla krijgt de Hive Ship aan de praat, waardoor het team een geheim van de Wraith ontdekken.
13. Quarantine - Doordat McKay het veiligheidsysteem van Atlantis heeft aangepast, wordt de hele stad in quarantaine gezet. Iedereen zit vast en rekent erop dat McKay het wel uitvogelt, echter McKay zit vast in het botanische lab zonder zijn laptop en radio.
14. Harmony - Sheppard en McKay helpen een prinses, die op het punt staat koningin te worden, door haar te begeleiden naar de ruïnes diep in het bos. Maar iemand probeert haar te dwarsbomen...
15. Outcast - Wanneer de vader van Sheppard sterft, keert Sheppard met Ronon terug naar de aarde voor de begrafenis. Op aarde komt een wetenschapster hun hulp vragen voor het vangen van een ontsnapte replicator die illegaal werd gemaakt.
16. Trio - McKay, Carter en Keller komen vast te zitten op een planeet die geteisterd wordt door aardbevingen.
17. Midway - Op verzoek van Carter komt Teal'c naar Atlantis om Ronon te helpen, voordat hij voor moet komen bij de I.O.A. Ondertussen proberen The Wraith via Midway station de Aarde te bereiken.
18. The Kindred, Part 1 - Een dodelijk virus zorgt ervoor dat de bevolking van enkele planeten besmet raakt. Sheppard en zijn team proberen erachter te komen waar het vandaan komt. Ondertussen Krijgt Teyla visioenen over Kanaan.
19. The Kindred, Part 2 - Sheppards Team staat versteld wanneer zij Carson Beckett in levenden lijve aantreffen en Teyla ontvoerd is. Het team doet er alles aan om Teyla veilig terug te krijgen naar Atlantis, maar loopt het risico om haar voorgoed te verliezen aan Michael. Teyla ontdekt een gruwelijk geheim dat te maken heeft met haar eigen volk.
20. The Last Man (I) - Sheppard keert terug via de Stargate naar Atlantis, na een missie om Teyla te vinden. Eenmaal aangekomen ontdekt hij dat Atlantis verlaten is, en dat de planeet een totale klimaatsverandering heeft ondergaan. Hij probeert via de radio contact te zoeken naar leven, en uiteindelijk hoort hij de stem van Rodney McKay. Tot Sheppards verbazing ziet hij dat Rodney McKay maar een hologram is. Hij vertelt Sheppard dat hij 48.000 jaar in de toekomst zit, doordat er een zonnevlam ontstond op het moment dat Sheppard de Stargate gebruikte en hij vertelt wat er gebeurd is na Sheppards verdwijning. In de tijd dat Sheppard was verdwenen ging Michael verder met zijn plan om de Wraith te vernietigen. Hij vond een manier om een leger te maken dat de sterkte heeft van de Wraith en niet de zwakte, de behoefte om zich te voeden aan mensen. Michael verspreidde zijn virus onder de mensen, zodat zij veranderden in Hybrids en zo het voedsel van de Wraith steeds schaarser werd. Atlantis probeerde Michael tegen te houden, maar helaas zonder succes. Teyla werd uiteindelijk wel gevonden, maar wel te laat. Ronon was nu zijn twee beste vrienden kwijt, en verliet Atlantis. Carter stierf uiteindelijk, doordat zij met haar schip werd vernietigd in een laatste poging de twee aanvallende Hive Ships van Michael uit te schakelen. Keller en Rodney McKay hielpen zoveel mensen als zij konden, maar gaven het uiteindelijk op doordat Atlantis totaal was veranderd door Richard Woolsey en vertrokken naar de Aarde. Na enige tijd stierf Keller aan lange blootstelling van Hoffman drugs, het virus wat Michael gebruikte. Rodney McKay had nu bijna alles verloren wat hem dierbaar was. Hij kon het niet meer aan en besteedde de rest van zijn leven aan het maken van een hologram, om zo Sheppard te helpen. Er was maar één persoon die hem geloofde met zijn verhaal over de zonnevlam, namelijk zijn zus. Samen maakten zij het hologram, en met succes. Rodney McKay bracht het hologram naar Atlantis, met toestemming van General Lorne. Het hologram van Rodney Mckay ontdekt dat de zon inmiddels een rode reus is en in ongeveer 500 jaar zal exploderen. Maar juist omdat de zon een rode reus is, komt er veel meer energie vrij. Hierdoor bedenken Sheppard en het hologram, dat het schild genoeg energie heeft om de atmosfeer te beschermen tegen de explosie. Wat ook wel nodig is, omdat Sheppard namelijk 700 jaar in stase moet, voordat hij terug kan reizen naar het verleden. Voordat Sheppard in stase gaat, geeft het hologram Sheppard de nodige informatie om Teyla te vinden. 700 jaar later keert Sheppard eindelijk terug naar het verleden, en vertelt hij zijn team waar ze Teyla kunnen vinden. Stomverbaasd vragen zij zich af hoe Sheppard aan die informatie komt. Sheppard en zijn team arriveren op de planeet waar Teyla zit, maar ontdekken dat zij er te vroeg zijn. Rodney Mckay vindt een kamer met apparatuur waar, nadat hij het aan de praat krijgt, het apparaat begint met aftellen. Majoor Lorne waarschuwt John Sheppard en op dat moment stort het hele gebouw in.

## Seizoen 5
1. Search and Rescue (II) - Een gewonde Sheppard zit met Ronon gevangen onder het puin van Michaels ingestorte gebouw. Opgesloten in een ander deel van het gebouw, zitten McKay en Lorne die beseffen dat Michael onderweg is. Lichtjaren van ons verwijderd, gaat Michaels vlaggenschip "The Wraith Cruiser" naar het gebouw. Teyla zit gevangen aan boord, ze smeekt Kanaan om haar te helpen ontsnappen. Carter leidt een reddingsmissie naar Michaels gebouw. Haar team slaagt erin om Mckay en Lorne op te graven, maar Ronon en een verslechterende Sheppard zijn veel dieper begraven onder het puin. Met Michael en zijn hybriden onderweg om de indringers uit te schakelen, en de Daedalus al onderweg, wordt de vraag: Wie zal hen als eerste bereiken?
2. The Seed - Nadat dr. Keller zich niet meldde voor de ochtendploeg, gaan ze haar zoeken. Ze ligt bewusteloos op haar bed en er zitten een soort boomwortels vast aan haar lichaam, het team wordt in quarantaine gezet omdat ze misschien ook geïnfecteerd zijn met de ziekte, om de ziekte op te lossen halen ze Dr Beckett uit stasis, ondertussen groeien de boomwortels verder in de gang naar het belangrijkste energienet, Met Atlantis nu zelf bedreigd, is Woolsey uiteindelijk geconfronteerd met een besluit dat Kellers leven zou kunnen kosten
3. Broken Ties - Een oude bekende van Ronon, Tyre, ontvoert Ronon. Tyre is een Wraith-worshipper die verslaafd is geraakt aan het Wraith-enzyme. Uiteindelijk belandt Tyre op Atlantis waar hij afkickt, en Ronon op een Wraith-ship waar een Wraith zich keer op keer aan hem voedt, zodat Ronon verslaafd raakt aan het wraith-enzyme. Teyla en John gaan samen met Tyre op bevrijdingsmissie. Uiteindelijk komt het tot een beslissende strijd tussen Ronon en zijn oude makker Tyre.
4. The Daedalus Variations, 'De Daedalus is onderweg naar Aarde. Denkt men. Dan verschijnt de Daedalus opeens bij Atlantis. Zonder iemand aan boord. Sheppard en zijn team gaan op onderzoek uit. Eenmaal op de Daedalus komen ze erachter dat een zekere Kolonel Sobel en haar bemanning het schip hebben verlaten. Maar waarom? Dan volgen een merkwaardige energie-uitstoot en een flits. Opeens bevinden ze zich niet meer bij Atlantis. De Daedalus blijkt afkomstig uit een parallelle wereld. Het schip maakt sprongen van de ene parallelle wereld naar de andere.
5. Ghost in the Machine - Een groep wezens die in sub-ruimte zijn gestrand, zoekt hulp van Atlantis om terug te keren naar de normale ruimte. Hun buitensporige eisen en grillig gedrag stellen echter het vertrouwen van hun weldoeners op de proef en dwingen een pijnlijke oplossing af.
6. The Shrine - Rodney McKay lijdt aan een ziekte van de Pegasus Galaxy dat lijkt op de ziekte van Alzheimer, hierdoor krijgt Mckay het gedrag van een klein kind en zijn geheugen wordt met de dag slechter. Het ziet ernaar uit dat ze er niks aan kunnen doen, en dat dit weleens het einde kan betekenen voor Mckay.
7. Whispers - Een team van Atlantis vindt een grot waarin Michael experimenten heeft uitgevoerd. Sheppard en Mckay schieten te hulp om het te onderzoeken. Ook vinden ze een eind verder op een dorp, maar dat lijkt verlaten te zijn, de vraag is alleen waarom?
8. The Queen - Keller vindt een manier voor de "vriendelijke" Wraith Alliantie om hun enige zwakte te bestrijden, zodat de Wraith zich niet meer hoeven te voeden aan mensen, waardoor ze er een voordeel bij hebben in het gevecht met andere Wraith Allianties. Ze overtuigen Todd, maar dat is niet genoeg. Sheppards team moet proberen de Koningin van de Alliantie te overtuigen, maar zij praat alleen maar met een Koningin van een Hive Ship. Dus komen ze op het idee om Teyla een drug te geven, waardoor ze een Wraith Queen wordt.
9. Tracker - Keller wordt ontvoerd op een planeet waar zij samen met Ronon en Mckay zieke mensen probeert te helpen. En wanneer je denkt dat het niet erger kan worden, arriveren er ook nog Wraith.
10. First Contact - Een oude bekende van SG-1 keert terug naar Atlantis met het vermoeden dat er een geheim laboratorium aanwezig is op Atlantis. Keller en Ronon hebben een afspraak met Todd om de experimenten van Keller voort te zetten.
11. The Lost Tribe - Sheppard moet McKay en Daniel Jackson redden van een oud laboratorium dat toebehoorde aan Janus voordat Todd, die de Daedalus heeft gekaapt, sneller is.
12. Outsiders - Het Atlantis-team probeert de plannen van Wraith te dwarsbomen om ofwel een remedie te vinden voor het Hoffan-medicijn (dat mensen dodelijk maakt voor Wraith om hen te voeden) of om al die geïnfecteerden uit te roeien.
13. Inquisition - Sheppard en zijn team worden naar een planeet gelokt en worden snel berecht voor misdaden tegen de mensen van de Pegasus-melkweg. In flashbacks verhaalt het drie rechterlijke tribunaal de aanklacht tegen hen, waaronder het opnieuw ontwaken van de Wraith en de verschillende missies waarbij ten minste een paar, zo niet meer, onschuldige omstanders werden gedood. Sheppard doet zijn best om te beweren dat er per saldo minder door hun aanwezigheid werden gedood dan het geval zou zijn geweest als ze er nooit waren geweest. Een van de juryleden is duidelijk vastbesloten om hen schuldig te verklaren, terwijl een seconde ver lijkt te gaan ...
14. The Prodigal - Michael belegert Atlantis in een poging om Teyla's baby te ontvoeren.
15. Remnants - Radek ontdekt een buitenaards apparaat waarvan Rodney ontdekt dat het ernstige verrassingen bevat. Sheppard komt een gereïncarneerde Acastus Kolya tegen die van plan is om Atlantis aan te vallen. Een IOC-vertegenwoordiger arriveert ter vervanging van Woolsey die advies krijgt van een mysterieuze vrouw.
16. Brain Storm - Rodney McKay krijgt een uitnodiging van een oud-studiegenoot om een wetenschapsconventie bij te wonen waar een nieuwe klimaatmachine gedemonstreerd wordt. Samen met Dokter Keller gaat hij erheen. De machine blijkt echter niet uitgezet te kunnen worden waardoor een race tegen de klok begint om de machine uit te zetten voordat het dood en verderf gaat zaaien.
17. Infection - Een Wraith ship verschijnt boven Atlantis. Ze ontvangen een beschadigde videoboodschap van Todd de Wraith waar het Atlantis-team weinig mee kan. Onderzoek lijkt uit te wijzen dat het schip geen levenstekenen vertoont. Nadat ze het schip verkennen blijkt dat er gemuteerde Wraith rondlopen die het op hen gemunt hebben. Met de hulp van Todd proberen ze levend van het schip te komen dat zelf ook geïnfecteerd is en niet van plan is hen te laten gaan en zich makkelijk laat besturen.
18. Identity - Een bende artefactdieven stuit op een artefact waardoor per ongeluk Dokter Keller en de vrouwelijke bendeleider Neeva Kessal van geest wisselen. Nadat Neeva ontmaskerd is haast het Atlantis team zich naar de planeet van het artefact om Dokter Keller te redden. Dit blijkt hard nodig, omdat ze net veroordeeld is voor Neeva's misdaden en ter dood zal worden gebracht. De rest van Neeva's bende is niet van plan lijdzaam toe te kijken dat hun leider omgebracht wordt, maar de waarheid over de persoonsverwisseling is iets waar ze veel moeite mee hebben en een nieuw gevaar oplevert.
19. Vegas - In een alternatieve dimensie blijkt het leven van John Sheppard een andere wending te hebben genomen door een anders gelopen keuze met catastrofale gevolgen. Als verbitterde privé-detective onderzoekt hij vreemde moorden. Het leven lijkt letterlijk uit de slachtoffers gezogen te zijn. Niet zo verwonderlijk is dat hier een Wraith achter zit die zich vermomd onder de mensheid begeeft. Door zijn psychische gaven is hij bijzonder goed in het pokerspel en redt hij zich prima tot John hem op het spoor komt. Dokter McKay die weet hoe John had kunnen zijn neemt hem in vertrouwen en vertelt over de Wraith en hun werkwijze en dat de Wraith in kwestie een machine probeert de bouwen waarvan de functie nog onbekend is. Prioriteit is hem tegen te houden voordat het voltooid is. John weet hem te vinden maar hem tegenhouden blijkt moeilijk. Een paar gevechtsstraaljagers arriveren om de klus te klaren, maar vlak voordat de Wraith omkomt weet hij zijn machine te activeren. De aarde van de dimensie van detective Sheppard blijkt gered, maar die van de aangrenzende dimensies des te minder. Het gevaar bestaat dat de locatie op een brede frequentie is verzonden.
20. Enemy at the Gate (tevens laatste aflevering van Stargate Atlantis) - Het Stargate-team ontvangt een bericht van Todd waaruit blijkt dat een Wraith Hive wordt uitgerust om op ZPM-energie te draaien. Todd is verraden, verbolgen en zoekt daarom wraak. Het schip is nog niet op volle kracht en het is zaak dit ook niet te laten gebeuren omdat voltooiing de Hive onvernietigbaar zal maken. Wat het nog urgenter maakt is de ontdekking van een Wraith signaal dat de locatie van Aarde verraadt aan de superhive. De enige schepen om de strijd mee aan te gaan zijn niet meer beschikbaar, waardoor alleen Atlantis zelf nog als een laatste linie van verdediging overblijft tussen de aarde en de Wraith. John gaat naar aarde terug om daar de allerlaatste linie te gaan bedienen wat gedwarsboomd wordt. Door een beveiligingslek is de rest van het team op de superhive gekomen waar John ondertussen ook gearriveerd is. Door tussenkomst van Atlantis heeft het team net genoeg tijd om de voorbereidingen te voltooien om veilig weg te komen voordat het gevaar geneutraliseerd wordt.